# マイコチオンレダクターゼ
マイコチオンレダクターゼ（mycothione reductase）は、次の化学反応を触媒する酸化還元酵素である。
2 マイコチオール + NAD(P)+ {\displaystyle \rightleftharpoons } マイコチオン + NAD(P)H + H+
反応式の通り、この酵素の基質はマイコチオールとNAD+（またはNHDP+）、生成物はマイコチオンとNADH（またはNADPH）とH+である。
組織名はmycothiol:NAD(P)+ oxidoreductaseで、別名にmycothiol-disulfide reductaseがある。